# Fernando de Pádua
Fernando Manuel Archer Moreira Paraíso de Pádua GOSE (Faro, Sé, 29 de Maio de 1927 - 8 de dezembro de 2022) foi um médico-cirurgião e professor universitário português.

## Família
Filho de Carlos Maria Paraíso de Pádua (Loulé, São Sebastião, 2 de Fevereiro de 1902 - Amadora, 22 de Fevereiro de 1976) e de sua mulher (Faro, 9 de Maio de 1925) Maria Irene Archer Eyrolles Baltasar Moreira, irmã da escritora Maria Archer.

## Biografia
Fernando Manuel Archer Moreira Paraíso de Pádua nasceu em Faro, no dia 29 de Maio de 1927 e faleceu no dia 8 de Dezembro de 2022.
Licenciado em 1950 e Doutorado em 1959 em Medicina e Cirurgia pela Faculdade de Medicina da Universidade de Lisboa e aí Professor.
Foi apelidado de "Pai da Medicina Preventiva em Portugal".
Foi presidente da Fundação Professor Fernando de Pádua e do Instituto Nacional de Cardiologia Preventiva e Membro-Honorário da Ordem do Mérito desde 4 de Novembro de 2004.
Fundou em 2002 a Fundação Professor Fernando de Pádua para a Promoção da Saúde e Melhor Qualidade de Vida, Instituição Particular de Solidariedade Social e de Utilidade Pública.

## Reconhecimento
A 11 de abril de 2005 foi feito Grande-Oficial da Ordem Militar de Sant'Iago da Espada.
Recebeu o Prémio Nacional de Saúde 2007.
Escreveu o prefácio do livro "Receitas do Coração".

## Obras seleccionadas
Escreveu os livros:
- 1980 - Edema pulmonar

- 1986 - O coração, Imprensa Nacional - Casa da Moeda

- 2008 - O livro do coração: viver mais e melhor, Academia do Coração, ISBN 978-989-8194-05-3[12]
- 2011 - Conversas no meu consultório, Âncora, ISBN 978-972-780-333-0

## Ligações Externas
- Arquivos RTP | Fernando Pádua entrevistado por Isabel Bahia no programa Uma Boa Ideia III (1988)
- Saúde Mais | Fernando Pádua convidado do programa Raio X (2018)